# Kościół św. Anny w Krzywej
Kościół św. Anny – kościół katolicki z XIV wieku w Krzywej, wpisany do rejestru zabytków nieruchomych województwa dolnośląskiego.
Wybudowany jako kościół katolicki na przełomie lat 1325–1335, w miejscu pierwotnej świątyni, wzmiankowanej po raz pierwszy w dokumentach z 1305 roku. W XIV wieku przeszedł w ręce protestantów, we władaniu których pozostał do 1945 roku. Obiekt został zniszczony podczas wojny trzydziestoletniej, a następnie w 1714 roku odbudowany i rozbudowany w obszerny kościół emporowy.
Kościół św. Anny jest świątynią orientowaną, murowaną, jednonawową, z dwukondygnacyjnymi emporami. Od 1953 jest jednym z kościołów filialnych rzymskokatolickiej parafii Matki Bożej Różańcowej w Okmianach.

## Historia
Pierwsza wzmianka potwierdzająca istnienie kościoła w Krzywej pochodzi z 1305 roku. Obiekt najprawdopodobniej został rozebrany na potrzeby nowej świątyni, która została wzniesiona w latach 1325–1335. Nie zachowały się żadne opisy pierwotnego kościoła; zdaniem Bożeny Steinborn, najprawdopodobniej był to obiekt drewniany.

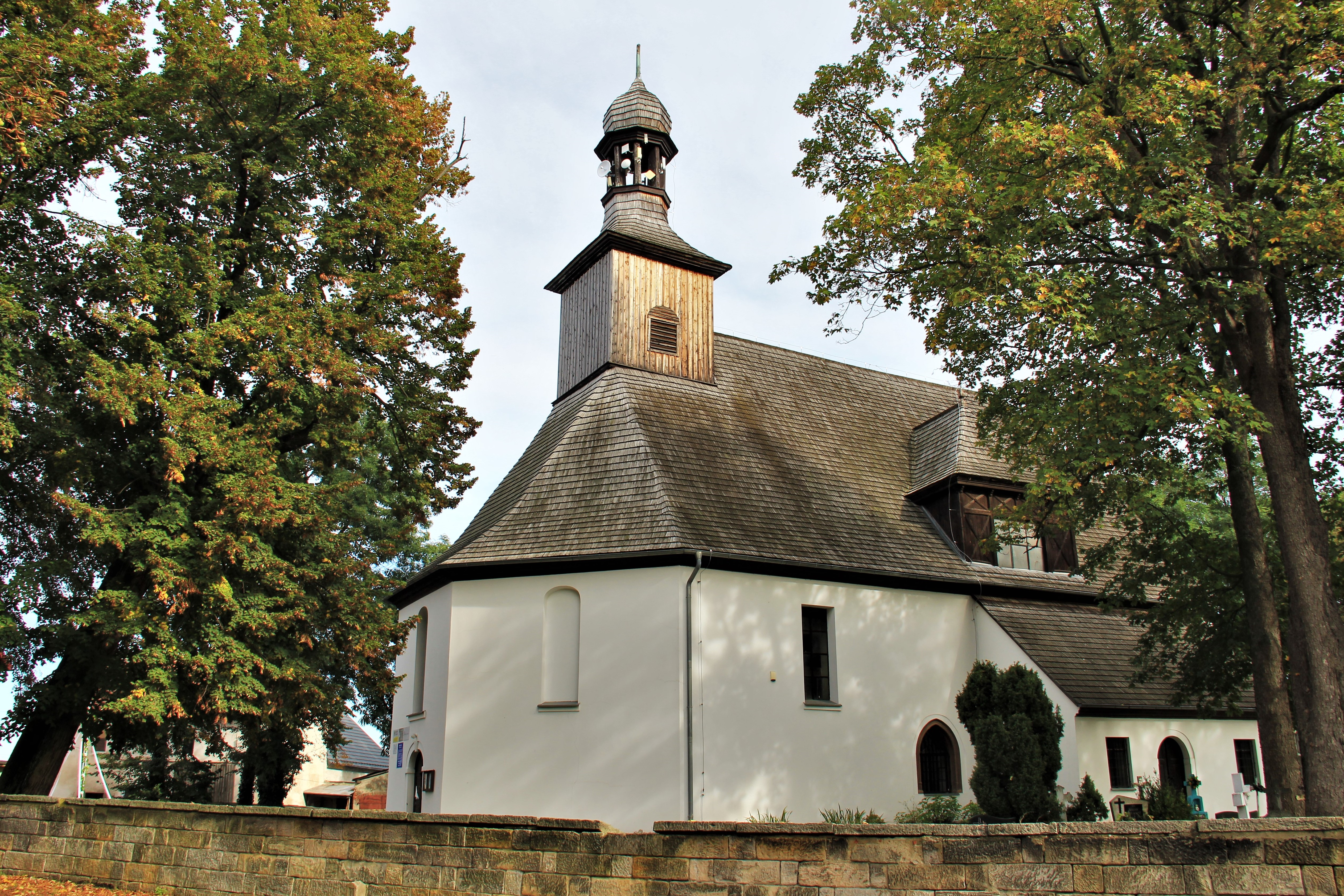
Widok na kościół od strony południowo-zachodniej

W XVI wieku właścicielami wsi została rodzina von Festenberg-Packisch, która jako rycerze i panowie żyła tam do XVIII wieku. Pod wpływem jednego z baronów von Festenberg doszło do wprowadzenia w Krzywej reformacji. Protestancka świątynia została w znacznym stopniu zniszczona podczas wojny trzydziestoletniej. Obiekt został odbudowany z inicjatywy Hansa S. von Festenberga w 1714 roku, prawdopodobnie z wykorzystaniem dolnych partii starej budowli. Nowa świątynia pełniła funkcję kościoła ucieczkowego. 
Kolejne zniszczenia kościoła przyniosły działania armii francuskiej w okresie wojen napoleońskich. W 1813 roku wycofujący się Francuzi podpalili świątynię; obiekt został uratowany dzięki pomocy mieszkańców Krzywej. W drugiej połowie XIX wieku obiekt przeszedł remont.  
Po II wojnie światowej Krzywa zasiedlona została przez ekspatriantów z różnych rejonów Polski, głównie wyznania katolickiego. W 1953 roku miejscowa świątynia stała się jednym z kościołów filialnych rzymskokatolickiej parafii Matki Bożej Różańcowej w Okmianach. W latach 70. XX wieku w obiekcie wyremontowano wieżę i pokryto ją blachą cynkową; do kolejnego remontu kościoła doszło w 1990 roku.

## Architektura

### Wygląd zewnętrzny
Kościół św. Anny w Krzywej to murowana świątynia barokowa. Obiekt od wschodu jest zamknięty trójbocznie. Nad korpusem kościoła znajduje się naczółkowy dach z lukarnami z gontu, z drewnianą sygnaturką ponad kalenicą zwieńczoną barokowym hełmem z prześwitem i spiżowym dzwonem o średnicy 72 cm z napisem Ave Maria, gratia plena, Dominus te cum Benedicta, ufundowanym przez rodzinę von Festenberg-Packisch w 1661 roku.
W dolnej partii muru wieży i fasady północnej kościoła znajdują się późnorenesansowe całopostaciowe płyty nagrobne pochodzące z pierwszej połowy i lat pięćdziesiątych XVII wieku. Przedstawiają one:
- Marię Elisabeth von Reibnitz, zmarłą w pierwszej połowie XVII wieku, przedstawioną z wysokim, nasadzonym na czoło czepcu i chustą zakrywającą górną część torsu;
- Barbarę von Festenberg-Packisch, zmarłą młodo w 1656 roku, przedstawioną w długiej sukni, kapturze założonym na głowę oraz narzutką na ramionach;
- drugą Barbarę von Festenberg-Packisch wraz z niemowlęciem, wyobrażoną w wysokim czepcu i długiej sukni;
- Georga von Festenberg-Packisch, który został przedstawiony jako rycerz z brodą, małą kryzą pod szyją i mieczem w lewej ręce;
- Christopha von Festenberg-Packisch, zmarłego w 1656 roku, wyobrażonego z włosami do ramion, brodą, wąsami, ubranego w zbroję, która okrywa górną część ciała oraz ze szpadą na której wspiera się lewa ręka,
- nieznanego rycerza ubranego w zbroję płytową, z długimi włosami[1].

### Wnętrze
Świątynia w Krzywej to kościół salowy z dwoma kondygnacjami empor. Charakterystyczne dla obiektów protestanckich wnętrze przykryte jest drewnianym sklepieniem kolebkowym o wydzielonych szerokimi pasami polach malowanych w pozwijane motywy roślinne. Zarówno empory jak i sklepienie zdobione są barokowymi malowidłami z 1714 roku, na których ukazano: Mojżesza na górze Synaj, Trójcę Świętą, Chrzest Chrystusa, Ostatnią Wieczerzę oraz scenę alegoryczną.
Innymi zabytkowymi elementami wyposażenie kościoła są pochodzące z XVIII wieku: barokowy ołtarz, konfesjonał, pokryte malowidłami ławki oraz chrzcielnica. Niegdyś w głównym ołtarzu znajdowała się ludowa pietà z XV wieku, która najprawdopodobniej pochodziła ze zburzonych wcześniejszych obiektów. Zabytkowa polichromowana rzeźba została skradziona.
Z 1907 roku pochodzą kościelne organy. Instrument, pozostający w złym stanie technicznym, zbudowany został przez firmę Schlag & Söhne.